# Prejudici racial

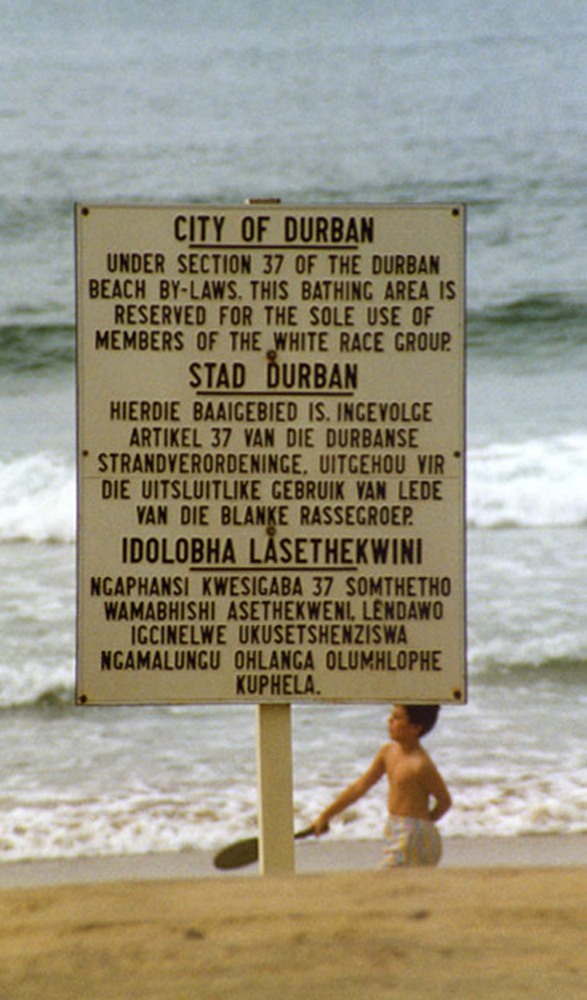

El prejudici racial és la creença en què el caràcter i les habilitats dels individus estan correlacionades amb la seva raça, basa la seva apreciació de les col·lectivitats o els individus en els seus trets fenotípics o el seu color de pell, atribuint determinades característiques mentals, físiques o culturals. Aquesta diferència pot afirmar-se sense implicar una falta d'equitat de valor per tant no es considera racisme, tot i que moltes vegades aquest tipus de prejudici condueix directament a la discriminació racial.

## Exemples
Sovint la gent atribueix a totes les persones afro descendents la qualitat de ser bones en les activitats físiques, la qual cosa no té per què ser així.
Un altre exemple viscut i explicat en primera persona per Moustafa Bayoumi és el següent:
Ell afirma que les persones desconegudes sovint li pregunten: "D'on ets?". Quan respon que va néixer a Suïssa, va créixer al Canadà i ara viu a Brooklyn, aixequen les celles.
Això és degut al fet que les persones que fan el qüestionament tenen una idea preconcebuda sobre el que en general les occidentals i les nord-americanes s'assemblen en particular encara que no hi ha cap motiu pel qual hagi de ser així, com elles ho pensen.
Altres exemples de prejudicis racials podrien ser que:
Les persones indígenes són persones inferiors.
Les persones japoneses són masclistes.
Les persones de pell blanca són superiors.
Les persones africanes són pobres.